# Franz Götze (Komponist)

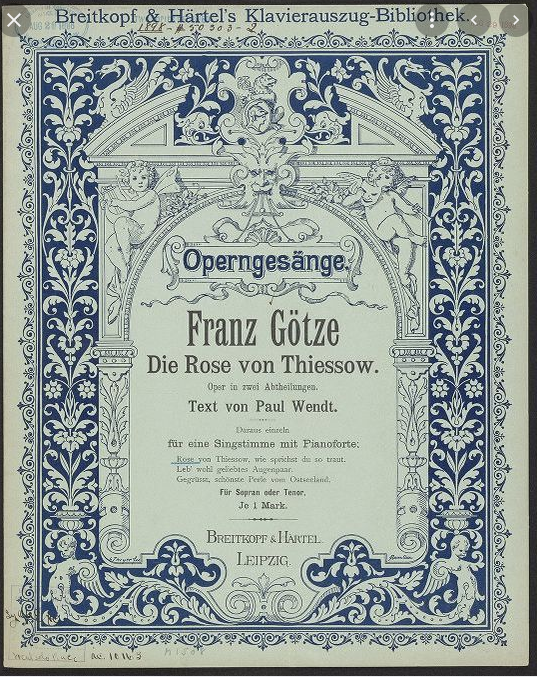
Franz Götze: Die Rose von Thiessow. (Partitur)

Franz Karl August Götze (* 11. September 1859 in Weimar; † 24. Juli 1934 in Amsterdam) war ein deutscher Theaterkapellmeister und Komponist. 

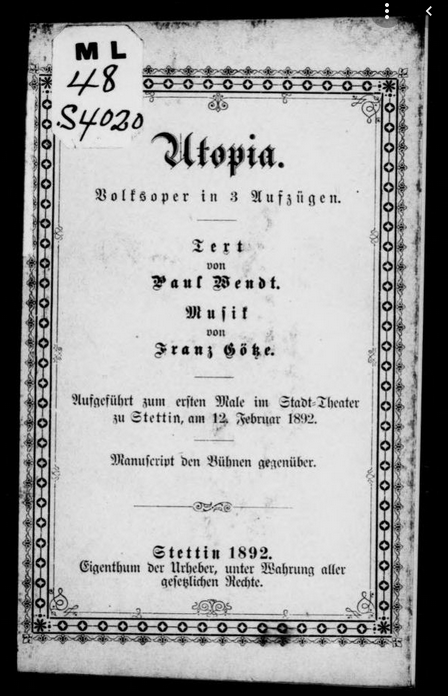
Franz Götze: Utopia. (Partitur)

## Leben und Werk
Franz Götze war der Sohn des Komponisten Karl Götze (1836–1887). Er lebte und wirkte zunächst in (oder zu dieser Zeit besser: bei) Berlin (Charlottenburg). Er schrieb mehrere Opern, unter anderem Utopia (Uraufführung: Stadttheater Stettin, 12. Februar 1892) und Die Rose von Thiessow, beide auf Texte von Paul Wendt beruhend. Laut Angaben in den Partituren bzw. in den Libretti arbeitete Götze bei den beiden genannten Werken mit seinem Vater zusammen. Franz Götze ging später als Theaterkapellmeister nach Amsterdam. In den 1920er Jahren lebte er mit seiner Frau in Berlin.
Götze starb 1934 im Alter von 74 Jahren in Amsterdam. Er war verheiratet mit Anna Ella Hölzel. Die Tochter Johanna „Hansi“ Elisabeth (1893 in Zürich – 1966) wurde Tänzerin und heiratete 1923 in Amsterdam den Ballettmeister Luigi di Fraen. Mit dem Vater als Kapellmeister führten sie Revuen auf und unternahmen gemeinsam Gastspiele als holländische Kleinkunstbühne Der grüne Holzschuh.